# Loeflingia baetica
Loeflingia baetica är en nejlikväxtart som beskrevs av Mariano Lagasca y Segura. Loeflingia baetica ingår i släktet Loeflingia och familjen nejlikväxter. Arten har ej påträffats i Sverige.